# Lychniscosida
Lychniscosida är en ordning av svampdjur. Lychniscosida ingår i klassen glassvampar, fylumet svampdjur och riket djur. Enligt Catalogue of Life omfattar ordningen Lychniscosida 8 arter. 
Kladogram enligt Catalogue of Life:
| Lychniscosida | \| \| Aulocystidae \| \| \| \| \| \| Diapleuridae \| \| \| \| |
|               | \| \| Aulocystidae \| \| \| \| \| \| Diapleuridae \| \| \| \| |
|               | Amphidiscosida                                                |
|               |                                                               |
|               | Aulocalycoida                                                 |
|               |                                                               |
|               | Fieldingida                                                   |
|               |                                                               |
|               | Hexactinosida                                                 |
|               |                                                               |
|               | Lyssacinosida                                                 |
|               |                                                               |
|               | Aulocystidae                                                  |
|               |                                                               |
|               | Diapleuridae                                                  |
|               |                                                               |

|  | Aulocystidae |
|  |              |
|  | Diapleuridae |
|  |              |